# Ariadne in the Blue Sky
Ariadne in the Blue Sky (蒼穹のアリアドネ?, Sōkyū no Ariadone) è un manga scritto e disegnato da Norihiro Yagi. È stato serializzato sulla rivista Weekly Shōnen Sunday da 6 dicembre 2017 al 14 settembre 2022, per poi proseguire sulla piattaforma online Sunday Webry dal 29 settembre 2022 al 9 febbraio 2023.
In Italia è stato pubblicato da Star Comics nella collana Kappa Extra dal 12 febbraio 2020 al 4 giugno 2024.

## Trama
Lacyl è un ragazzo che vive in una zona rurale che trascorre i suoi giorni in modo semplice, lavorando la terra, cacciando e sognando una famosa "città volante nel cielo" che sembra esistere esclusivamente nelle favole. Il giovane vive assieme a due sorelle ed un uomo che lui chiama "vecchio", che fin da quando erano piccoli si prende cura di tutti loro. Un giorno viene spedito da quest'ultimo a controllare alcune trappole posizionate nella foresta per catturare i cinghiali quando scopre uno stivale d'acciaio incastrato in un'esca da caccia. Scopre subito dopo che lo stivale appartiene ad una ragazza aggrappata ad un albero che gli chiede gentilmente aiuto ma in quell'istante sopraggiunge il Re Cinghiale che fa franare il terreno circostante e fa cadere i due in un precipizio, ma la ragazza si sfila velocemente anche l'altro stivale e soccorre Lacyl galleggiando in aria. Dopo essersi salvati, la giovane si rimette entrambi i calzari e spiega che gli sono necessari per camminare a terra come tutti gli altri esseri umani, in quanto affetta dalla Malattia degli Angeli, ovverosia una malattia che fa ascendere le persone al cielo, e quindi gli stivali fungono da contrappeso.
A questo punto la fanciulla si presenta con il nome di Leana e che sta fuggendo da alcuni inseguitori, delle persone che si muovono all'interno di armamenti mobili corazzati a due gambe. I mezzi riescono a trovare ed a circondare i due, così Lacyl fa sfoggio delle sue scarpe, un equipaggiamento speciale creato nell'ultima grande guerra per utilizzare l'energia fotonica rubate dal "vecchio" quando uscì dall'esercito, che gli consentono di lanciarsi in aria, per sfuggire momentaneamente alla situazione, portando con sé Leana. A questo punto Lacyl ha l'intenzione di portare a casa sua Leana per nasconderla dai suoi nemici ma non fanno in tempo, gli inseguitori sono già giunti sul posto e hanno circondato l'abitazione. Così Leana decide di rivelare al compagno la sua identità, infatti lei è Leana Scractophy Ariadne, la legittima principessa dell'Impero di Ariadne, la famiglia reale e spiega che è fuggita perché al compimento dei suoi quindici anni dovrà sposarsi per gli interessi del suo regno, ma lei invece vorrebbe viaggiare all'avventura per scoprire le altre dodici razze esistenti, oltre a quelle degli esseri umani e moltissimi luoghi a lei sconosciuti.
Lacyl rimane stupito dalle parole della principessa e decide di aiutarla volentieri, dato che ha sempre sognato di vivere una grande avventura e di vedere il mondo all'esterno anziché occuparsi delle faccende agricole. Gli inseguitori cominciano ad attaccarli ed il ragazzo si scontra con loro utilizzando le scarpe ed i guanti fotonici in suo possesso distruggendo con gran facilità tutte le macchine controllate dai nemici, quando appare dinanzi ai loro occhi la città volante nel cielo, nonché dimora di Leana. Lacyl rimane stupito di vedere che il luogo che aveva da sempre sognato fosse reale ma non fa in tempo ad esprimere il suo stupore che Leana gli svela che in realtà ne esistono in tutto sette e che quella di Ariadne è la più piccola. L'esercito sconfitto viene risucchiato dalla città e viene spiegato che la cosiddetta Malattia degli Angeli non è altro che la forza gravitazionale della città che attrae a sé i suoi abitanti, solamente il ferro, l'acciaio e le macchine sono in grado di rimanere attaccati al terreno.
Il "vecchio" afferma che in realtà Lacyl non è un ragazzo comune ma bensì un'arma che terminata la grande guerra doveva andare distrutta in quanto geneticamente modificato; sopraggiungono altri robot che cercano di portare via la principessa ma il giovane eroe si scaglia contro i macchinari e la salva, finendo inconsciamente per dichiarare guerra all'Impero di Ariadne. Lacyl decide di accompagnare e proteggere Leana nel suo viaggio in giro per il mondo e così quest'ultima lo nomina Cavaliere del Cielo, da quel momento ha inizio l'avventura dei due giovani.

## Pubblicazione
La serie è stata scritta e disegnata da Norihiro Yagi, famoso per opere quali Angel densetsu e Claymore. Il manga è stato annunciato nel 46 esimo numero del 2017 della rivista Weekly Shōnen Sunday di Shogakukan uscito l'11 ottobre 2017. È stato serializzato sulla stessa testata dal 6 dicembre 2017 al 14 settembre 2022. Successivamente è stato spostato sulla piattaforma online Sunday Webry a partire dal 29 settembre 2022 dove si è concluso il 9 febbraio 2023. La serie presenta un totale di 22 volumi tankōbon pubblicati dal 18 aprile 2018 al 16 marzo 2023.
In Italia è stato pubblicato da Star Comics nella collana Kappa Extra dal 12 febbraio 2020 al 4 giugno 2024. La traduzione dei testi è stata curata da Yaeka Yoshida, mentre il lettering è stato realizzato da Andrea Piras (volumi 1-11), Christian Biscaro (volume 12), Lorenzo Armaroli (volume 13) e Sabrina Daviddi (volume 14).

### Volumi
| 1  | 18 aprile 2018 | ISBN 978-4-09-128244-6 | 12 febbraio 2020 | ISBN 978-88-226-1713-2                                                      |
| 1  | Capitoli (traduzioni letterali dei titoli) - 1. La città volante (天空の飛行都市?, Tenkū no hikō toshi) - 2. Il cavaliere dei cieli blu (蒼穹の騎士?, Sōkyū no kishi) - 3. L'inizio del viaggio (旅の始まり?, Tabi no hajimari) - 4. Il mondo sconosciuto (知らない世界?, Shiranai sekai) - 5. La città di Thaick (ターイックの街?, Tāikku no machi) - 6. Guerra cittadina (市街戦?, Shigai-sen) - 7. La guardia reale imperiale (王家直属近衛兵?, Ōke chokuzoku konoehei) |                        |                  |                                                                             |
| 2  | 18 luglio 2018 | ISBN 978-4-09-128336-8 | 13 maggio 2020   | ISBN 978-88-226-1767-5                                                      |
| 2  | Capitoli (traduzioni letterali dei titoli) - 8. Un significato speciale (特別な意味?, Tokubetsuna imi) - 9. L'uomo più forte del mondo (世界で一番強い男?, Sekai de ichiban tsuyoi otoko) - 10. Qualcuno che andrà avanti (先へ進む者?, Saki e susumu mono) - 11. Ognuno ha il proprio modo di combattere (それぞれの闘い方?, Sorezore no tatakai-kata) - 12. La dea della pace (平和の女神?, Heiwa no megami) - 13. Il villaggio della tribù Shiu (シウ族の村?, Shiu-zoku no mura) - 14. Una strana sensazione nella miniera (鉱山での違和感?, Kōzan de no iwakan) - 15. Three Eyes Dogs (スリーアイズドッグ?, Surīa Izu Doggu) - 16. Viaggiatori (旅人?, Tabibito) - 17. La situazione della tribù Shiu (シウ族の事情?, Shiu-zoku no jijō)               |                        |                  |                                                                             |
| 3  | 18 ottobre 2018 | ISBN 978-4-09-128556-0 | 12 agosto 2020   | ISBN 978-88-226-1943-3                                                      |
| 3  | Capitoli (traduzioni letterali dei titoli) - 18. Battaglia nell'oscurità (闇の中の戦い?, Yami no naka no tatakai) - 19. Battaglia nei tunnel (坑道の戦い?, Kōdō no tatakai) - 20. Gli esseri viventi chiamati armi (兵器と呼ばれる生き物?, Heiki to yoba reru ikimono) - 21. Individuo sospetto (得体の知れない奴?, Etaino shirenai yatsu) - 22. Stile di vita cinereo (灰色の生き方?, Haiiro no ikikata) - 23. Attraversare la valle (渓谷を越えて?, Keikoku o koete) - 24. La foresta del labirinto (迷宮の森?, Meikyū no mori) - 25. Combattimento nella fitta foresta (密林の戦闘?, Mitsurin no sentō) - 26. VS Lululola (ＶＳ．ルルロラ?, VS. Rururora) - 27. Lufreya, dominio della luce (光の領地ルフレア?, Hikari no ryōchi Rufurea)               |                        |                  |                                                                             |
| 4  | 18 febbraio 2019 | ISBN 978-4-09-128776-2 | 11 novembre 2020 | ISBN 978-88-226-2007-1                                                      |
| 4  | Capitoli (traduzioni letterali dei titoli) - 28. Dialogo con l'insegnante (導士との問答?, Dōshi to no mondō) - 29. Un cambio di vestiti (召し換えの儀?, Meshi kae no gi) - 30. Il cimitero di re Loosa (ルーサ王の墓所?, Rūsa-ō no bosho) - 31. Trasformazione improvvisa (豹変?, Hyōhen) - 32. Al-mi'raj (角を持つ兎?, Arumirāji) - 33. I custodi di tombe della tribù Loosa (ルーサ族の墓守り?, Rūsa-zoku no hakamori) - 34. Nel cuore delle rovine sotterranee (地下遺跡の核心へ?, Chika iseki no kakushin e) - 35. La vera natura dei "cornuti" (角持ち”の本領?, “Tsunomochi” no honryō) - 36. Fotoni VS Fotoni lunari (光子ｖｓ．月光?, Fuoton vs. Runa Fuoton) - 37. Come sconfiggere la tribù di Loosa (ルーサ族の攻略法?, Rūsa-zoku no kōryaku-hō) |                        |                  |                                                                             |
| 5  | 17 maggio 2019 | ISBN 978-4-09-129158-5 | 10 febbraio 2021 | ISBN 978-88-226-2111-5                                                      |
| 5  | Capitoli (traduzioni letterali dei titoli) - 38. Un vero attacco (本物の技?, Honmono no waza) - 39. Il risveglio (覚醒?, Kakusei) - 40. Ritorno al passato (過去返り?, Kako gaeri) - 41. Esplosione a spirale (スパイラルブラスト?, Supairaru Burasuto) - 42. Verso il prossimo sentiero (次の道へ?, Tsugi no michi e) - 43. Il grido della Terra (大地の悲鳴?, Daichi no himei) - 44. La tribù Rato (ラト族?, Rato-zoku) - 45. Dragonbane (竜退治?, Doragonbein) - 46. Le creature più forti del mondo (世界最強の生物?, Sekai saikyō no seibutsu) - 47. Il motivo di Noish (ノイシュの理由?, Noishu no riyū) |                        |                  |                                                                             |
| 6  | 16 agosto 2019 | ISBN 978-4-09-129318-3 | 7 aprile 2021    | ISBN 978-88-226-2201-3                                                      |
| 6  | Capitoli (traduzioni letterali dei titoli) - 48. Le differenze tra gli esseri umani e la tribù Rato (ヒト族とラト族の違い?, Hito-zoku to Rato-zoku no chigai) - 49. Nines (精鋭部隊?, Nainsu) - 50. La battaglia delle diverse razze (異種族の戦い?, Ishuzoku no tatakai) - 51. Storia abominevole (忌むべき歴史?, Imubeki rekishi) - 52. Koki (虎気?, Koki) - 53. Il significato dei pugni (拳の意味?, Kobushi no imi) - 54. Schermaglie (局地戦?, Kyokuchisen) - 55. Classe 50m (50ｍ級?, 50-Mētoru kyū) - 56. La città dove c'è la famiglia (家族のいる町?, Kazoku no iru machi) - 57. Sente di sangue e amicizia (殺気と友愛?, Sakki to yūai) |                        |                  |                                                                             |
| 7  | 18 novembre 2019 | ISBN 978-4-09-129440-1 | 9 giugno 2021    | ISBN 978-88-226-2289-1                                                      |
| 7  | Capitoli (traduzioni letterali dei titoli) - 58. Le persone avvolte nella luce (光に包まれた人々?, Hikari ni tsutsumareta hitobito) - 59. Prospettive (眺望?, Chōbō) - 60. Mai più (もう二度と?, Mō nidoto) - 61. Un nuovo viaggio (新たなる旅立ち?, Aratanaru tabidachi) - 62. La catena montuosa in fiamme (燃える山脈?, Moeru sanmyaku) - 63. Ceneri (灰燼?, Kaijin) - 64. Rockwell (ロックウェル?, Rokkueru) - 65. La frusta della virtù (戒律の鞭?, Kairitsu no muchi) - 66. La richiesta del vice capo (副長の頼み?, Fukuchō no tanomi) - 67. A caccia delle sette spade (7剣狩り?, 7-kengari) |                        |                  |                                                                             |
| 8  | 18 febbraio 2020 | ISBN 978-4-09-129554-5 | 11 agosto 2021   | ISBN 978-88-226-2428-4                                                      |
| 8  | Capitoli (traduzioni letterali dei titoli) - 68. Guerra totale (総力戦?, Sōryokusen) - 69. Le rovine della città leggendaria (巨大都市の廃墟?, Kyodai toshi no haikyo) - 70. Il segreto di Leana (レアナの秘密?, Reana no himitsu) - 71. L'essenza di una regina (女王の本質?, Joō no honshitsu) - 72. Caligola (カリギュラ?, Karigyura) - 73. Colui che desidera il potere (ある者は力を?, Aru mono wa chikara o) - 74. Il calcio che raggiunge la mente (思いに至る蹴り?, Omoi ni itaru keri) - 75. Rivestito di fotoni lunari (月光を纏う?, Runa Foton wo matou) - 76. La tribù Wiefe (ヴィーフェ族?, Vīfe-zoku) - 77. La città di Arcnemy (アークネミーの街?, Ākunemī no machi)                                                                        |                        |                  |                                                                             |
| 9  | 18 maggio 2020 | ISBN 978-4-09-850071-0 | 13 ottobre 2021  | ISBN 978-88-226-2601-1                                                      |
| 9  | Capitoli (traduzioni letterali dei titoli) - 78. La fase divina della battaglia (闘いの神台?, Tatakai no shindai) - 79. La bilancia del giudizio (審判の天秤?, Shinpan no tenbin) - 80. La forza di sconfiggerli (倒せる力?, Taoseru chikara) - 81. Nell'immaginazione (イメージの中?, Imēji no naka) - 82. Le molti luci degli ampi cieli stellati (あまねく星空の幾つもの光?, Amaneku hoshizora no ikutsumo no hikari) - 83. Discussione alla Tavola Rotonda (円卓の話し合い?, Entaku no hanashiai) - 84. La città di Nomad (ノマドの街?, Nomado no machi) - 85. Il contenuto del portafoglio (財布の中身?, Saifu no nakami) - 86. Il fiume sotterraneo (地下河川?, Chika kasen) - 87. Lionheart (獅子心団?, Shishishindan (Raionhāto))                  |                        |                  |                                                                             |
| 10 | 18 agosto 2020 | ISBN 978-4-09-850172-4 | 7 dicembre 2021  | ISBN 978-88-226-2822-0                                                      |
| 10 | Capitoli (traduzioni letterali dei titoli) - 88. Riunione (再会?, Saikai) - 89. Lampo (一閃?, Issen) - 90. Collisione (衝突?, Shōtotsu) - 91. Travolgente (圧倒?, Attō) - 92. Duello (決闘?, Kettō) - 93. Punto di svolta (転換点?, Tenkanten) - 94. Sovraccarico (うねり?, Uneri) - 95. Cecchino (狙撃?, Sogeki) - 96. Fucile da cecchino (狙撃銃?, Sogekijū) - 97. 30000 metri (30000m?, 30000 Mētoru) |                        |                  |                                                                             |
| 11 | 18 novembre 2020 | ISBN 978-4-09-850279-0 | 9 febbraio 2022  | ISBN 978-88-226-2981-4                                                      |
| 11 | Capitoli (traduzioni letterali dei titoli) - 98. Brutta sensazione (嫌な予感?, Iyana yokan) - 99. Sopravvissuto (生き残り?, Ikinokori) - 100. Terra ospitale (招待地?, Shōtaichi) - 101. Prendere due uccelli con una fava (一石二鳥?, Isseki nichō) - 102. Destinazione (目指す地?, Mezasu chi) - 103. Grande Rocks (大地神の岩群?, Gurande Rokkusu) - 104. Potere travolgente (圧倒的な力?, Attōtekina chikara) - 105. Gladias delle armi rosse (赤腕のグラディアス?, Sekiwan no Guradiasu) - 106. È tempo di festeggiare (Party Time) (宴の時間?, Utage no jikan (Pātī Taimu)) - 107. Una situazione difficile (窮地へ?, Kyūchi e) |                        |                  |                                                                             |
| 12 | 18 febbraio 2021 | ISBN 978-4-09-850392-6 | 6 aprile 2022    | ISBN 978-88-226-3068-1                                                      |
| 12 | Capitoli (traduzioni letterali dei titoli) - 108. Un desiderio di morte (死にたがり?, Shinitagari) - 109. Tre duelli (3組の決闘?, 3-kumi no kettō) - 110. Hai bisogno di una mano? (手を貸そうか?, Te o kasou ka) - 111. Synchronicity (シンクロニシティ?, Shinkuronishiti) - 112. Countdown (カウントダウン?, Kauntodaun) - 113. Ricordo (想起?, Sōki) - 114. 6 anni fa (6年前?, 6-nen mae) - 115. Pipi e Meme (ピピとメメ?, Pipi to Meme) - 116. Il vero nome (真の名?, Shin no na) - 117. Il figlio del grande imperatore (大帝の子?, Taitei no ko) |                        |                  |                                                                             |
| 13 | 18 maggio 2021 | ISBN 978-4-09-850528-9 | 8 giugno 2022    | ISBN 978-88-226-3276-0                                                      |
| 13 | Capitoli (traduzioni letterali dei titoli) - 118. Città volanti (飛行都市?, Hikō toshi) - 119. Il crollo del mondo (世界の崩壊?, Sekai no hōkai) - 120. Passato abominevole (忌むべき過去?, Imubeki kako) - 121. Inutile (取るに足りない?, Toru ni tarinai) - 122. Bello e fugace (美しく、儚い?, Utsukushiku, hakanai) - 123. Domini di luce (飛行都市?, Hikō toshi) - 124. Fascio di luce (光の束?, Hikari no taba) - 125. Sotto il cielo stellato (星空の下で?, Hoshizora no shita de) - 126. Attacco a sorpresa (奇襲?, Kishū) - 127. Le più grandi potenze militari (最高戦力?, Saikō senryoku) |                        |                  |                                                                             |
| 14 | 18 agosto 2021 | ISBN 978-4-09-850643-9 | 10 agosto 2022   | ISBN 978-88-226-3348-4                                                      |
| 14 | Capitoli (traduzioni letterali dei titoli) - 128. Spaccatura nello spazio-tempo (時空の狭間?, Jikū no hazama) - 129. Piccolo numero (これっぽっち?, Koreppocchi) - 130. Il regno di Biove (ビオーヴ王国?, Biōvu ōkoku) - 131. L'inizio dell'intrusione (侵入開始?, Shin'nyū kaishi) - 132. Laboratorio (研究室?, Kenkyūshitsu) - 133. Creazione (創造?, Sōzō) - 134. Restrizione (拘束?, Kōsoku) - 135. In fuga (逃走中?, Tōsōchū) - 136. Il momento giusto (頃合い?, Koroai) - 137. L'ultimo modello (最新型?, Saishingata) |                        |                  |                                                                             |
| 15 | 18 novembre 2021 | ISBN 978-4-09-850731-3 | 28 ottobre 2022  | ISBN 978-88-226-3617-1 (ed. regolare) ISBN 978-88-226-3820-5 (ed. limitata) |
| 15 | Capitoli (traduzioni letterali dei titoli) - 138. Verso il mare (海へ?, Umi e) - 139. La vita (息の根?, Ikinone) - 140. In una volta sola (一息に?, Hitoiki ni) - 141. Scelta di vita (命の選択?, Inochi no sentaku) - 142. Parlare a me stesso (独り言?, Hitorigoto) - 143. Il potere di un'organizzazione (組織の力?, Soshiki no chikara) - 144. Sentiero (道筋?, Michisuji) - 145. Volare attraverso il cielo (空を駆ける?, Sora wo kakeru) - 146. A me (余の下へ?, Yo no moto e) - 147. Le mosche che sciamano al leone (獅子にたかる蝿?, Shishi ni takaru hae) |                        |                  |                                                                             |
| 16 | 18 febbraio 2022 | ISBN 978-4-09-850870-9 | 11 gennaio 2023  | ISBN 978-88-226-3766-6                                                      |
| 16 | Capitoli (traduzioni letterali dei titoli) - 148. Disperso (散り散りに?, Chirijiri ni) - 149. Maresciallo di campo Larini (ラリーニ元帥?, Rarīni gensui) - 150. Arietteiani (アリエット人?, Arietto-jin) - 151. La raccolta dei fiori (お花摘み?, Ohanatsumi) - 152. Scomparsa (失踪?, Shissō) - 153. Tamayoko (タマヨコ?, Tamayoko) - 154. Maschera di ferro (鉄の仮面?, Tetsu no kamen) - 155. Temporale (雷雨?, Raiu) - 156. Manipolare il tempo (天候を操る?, Tenkō o ayatsuru) - 157. Alla vetta (頂へ?, Itadaki e) |                        |                  |                                                                             |
| 17 | 18 maggio 2022 | ISBN 978-4-09-851126-6 | 5 aprile 2023    | ISBN 978-88-226-3927-1                                                      |
| 17 | Capitoli (traduzioni letterali dei titoli) - 158. Arbitri della fine (終末の裁定者?, Shūmatsu no saiteisha) - 159. Yhu (おみゃへ?, Omyahe) - 160. Essere giudicati (断罪されるべき?, Danzai sarerubeki) - 161. Senza parsimonia (頭ごなし?, Atamagonashi) - 162. Senza misericordia (容赦せず?, Yōsha sezu) - 163. Gungnir Blast (天槍の光撃?, Gunguniru Burasuto) - 164. Vasi sanguigni di luce (光の血脈?, Hikari no ketsumyaku) - 165. Dove risiede il suo potere (力の在処?, Chikara no arika) - 166. Furto in paese (国盗り?, Kunitori) - 167. Combattimento corpo a corpo (肉弾戦?, Nikudansen) |                        |                  |                                                                             |
| 18 | 18 agosto 2022 | ISBN 978-4-09-851223-2 | 7 giugno 2023    | ISBN 978-88-226-4074-1                                                      |
| 18 | Capitoli (traduzioni letterali dei titoli) - 168. All'inferno con loro (くそくらえ?, Kusokurae) - 169. Compagno (戦力?, Nakama) - 170. Il cavaliere del crepuscolo (黄昏の騎士?, Tasogare no kishi) - 171. Tramonto (夕陽?, Yūhi) - 172. Sciocco (あんぽんたん?, Anpontan) - 173. Letto di vita (生命の臥所?, Seimei no fushido) - 174. Chi? (何者?, Nanimono) - 175. Aereo (飛行機?, Hikōki) - 176. Oggetto promesso (約束の品?, Yakusoku no shina) - 177. Macchina di traduzione automatica (自動翻訳機?, Jidō hon'yakuki) |                        |                  |                                                                             |
| 19 | 16 dicembre 2022 | ISBN 978-4-09-851390-1 | 9 agosto 2023    | ISBN 978-88-226-4203-5                                                      |
| 19 | Capitoli (traduzioni letterali dei titoli) - 178. Pieno di spine (棘だらけ?, Ibara-darake) - 179. Valore di massa (質量数値?, Shitsuryō sūchi) - 180. Insetti luminosi (光虫?, Kōchū) - 181. Avvertimento (忠告?, Chūkoku) - 182. Persone perdute (迷い人?, Mayoibito) - 183. Rimborso (仕返し?, Shikaeshi) - 184. Solo (たかが?, Takaga) - 185. Tracce di sangue (血の轍?, Chi no wadachi) - 186. Mio padre (我が父?, Waga chichi) - 187. La fine (終わり?, Owari) |                        |                  |                                                                             |
| 20 | 18 gennaio 2023 | ISBN 978-4-09-851533-2 | 6 dicembre 2023  | ISBN 978-88-226-4367-4                                                      |
| 20 | Capitoli (traduzioni letterali dei titoli) - 188. Nel palmo della loro mano (掌の上?, Tenohira no ue) - 189. Uruaga (ウルアーガ?, Uruāga) - 190. Svanito (消失?, Shōshitsu) - 191. Il potere dell'oscurità (闇の力?, Yami no chikara) - 192. Perditi (失われる?, Ushinawareru) - 193. Causa (元凶?, Genkyō) - 194. Creatore (創造主?, Sōzōshu) - 195. Guardiani (門番?, Monban) - 196. Avanti (先へ?, Saki e) - 197. Tutti (全員?, Zen'in) |                        |                  |                                                                             |
| 21 | 16 febbraio 2023 | ISBN 978-4-09-851644-5 | 12 marzo 2024    | ISBN 978-88-226-4559-3                                                      |
| 21 | Capitoli (traduzioni letterali dei titoli) - 198. Intruso (侵入者?, Shin'nyūsha) - 199. Due attacchi (二撃?, Nigeki) - 200. Nido vicino (寄り添う?, Yorisou) - 201. Persona preziosa (大切なもの?, Taisetsu na mono) - 202. Luce primordiale (原初の光?, Gensho no hikari) - 203. Sacerdotessa della luce (光の巫女?, Hikari no miko) - 204. Senza senso (戯言?, Tawagoto) - 205. La più grande potenza militare (最高戦力?, Saikō senryoku) - 206. Errore di calcolo (計算違い?, Keisanchigai) - 207. Lo scopo del viaggio (旅の目的?, Tabi no mokuteki) |                        |                  |                                                                             |
| 22 | 16 marzo 2023 | ISBN 978-4-09-851776-3 | 4 giugno 2024    | ISBN 978-88-226-4830-3                                                      |
| 22 | Capitoli (traduzioni letterali dei titoli) - 208. Tonto (お馬鹿さん?, Obaka-san) - 209. Prima principessa (第一皇女?, Dai'ichi kōjo) - 210. Andiamo sottoterra (地下へと?, Chika e to) - 211. Addio (お別れ?, Owakare) - 212. Sopravvissuto (生き残り?, Ikinokori) - 213. Andrà bene (大丈夫です?, Daijōbu desu) - 214. Dai (よこせ?, Yokose) - 215. Bugiarda (嘘つき?, Usotsuki) - 216. Adeguamenti per il futuro (未来への精算?, Mirai e no seisan) - 217. Sei sola? (一人か?, Hitori ka) |                        |                  |                                                                             |

## Accoglienza
Giacomo Todeschini di Tom's Hardware Italia recensì il primo volume del manga, trovando che fosse uno shōnen con tutti gli stilemi del caso, capace di intrattenere e di intrigare grazie ad un'idea di fondo decisamente azzeccata. Le vicende narrate, inoltre, convincevano decisamente ed il tratto dei disegni era assolutamente esemplare. Tuttavia, almeno nel primo volume, l'opera di Norihiro Yagi non faceva molto per distaccarsi dai classici cliché tipici degli shōnen, riuscendo però in ogni caso ad attirare l’attenzione del lettore e a farlo avidamente attendere il secondo volume. Giuseppe Mercadante di NerdPool parlò dello stesso numero, vedendolo come uno shōnen ideale a chi interessava la lettura di un'opera fantasy e d'avventura, dove i lettori si sarebbero trovati dinanzi a un mondo nuovo mai conosciuto prima, ricco di strane creature e posti mai visti prima. Elogiò i disegni definendoli "molto belli, non spettacolari, ma riescono a dare la giusta importanza all'opera". I protagonisti Lacyl e Leana erano entrambi caratterizzati molto bene mentre la trama risultava molto semplice, quindi sconsigliava questo manga per chi stava cercando una serie dai risvolti psicologici.
Un recensore di MegaNerd.it commentò a sua volta il primo numero, affermando che introduceva bene anche il carattere della coppia di protagonisti, era carico di momenti d'introspezione, pagine ricche di avvenimenti divertenti e altre dal tono più marcato e serio. Yagi passava dal far ammirare paesaggi e animali insoliti, agli scontri corpo a corpo con armi mortali. Tutto questo era supportato da una lettura leggera e scorrevole, delicata e mai tagliente.
Paolo Monticciolo di Playhero trattò invece del terzo volume, dove trovò che l'autrice riusciva a rendere piacevole la lettura che avveniva in modo semplice ma sempre interessante. Affermò inoltre che i disegni erano decisamente migliorati, benché prima fossero già ben curati, ma dal terzo numero erano presenti molti più dettagli, più tavole impressioniste da sfumature e giochi d’ombre e inquadrature da momento "BOOM".